# うまれてきてくれて ありがとう
「うまれてきてくれて ありがとう」は、2015年9月2日に日本コロムビアから発売された、クミコの16枚目のCDシングルである。

## 概要
NPO法人日本子守唄協会の創立15周年記念曲として制作された。

## 収録曲
※全作詞：湯川れい子、全作曲：つんく、全編曲：前嶋康明
1. うまれてきてくれて ありがとう
2. イルカの子守唄
3. うまれてきてくれて ありがとう（カラオケ）
4. イルカの子守唄（カラオケ）
5. うまれてきてくれて ありがとう（半音下げ・カラオケ）
6. イルカの子守唄（半音下げ・カラオケ）